# Ekonomika Egypta
Charakteristickým rysem současné egyptské ekonomiky je přechod od státního plánovitého hospodářství k tržnímu hospodářství. Musí se vypořádávat s každoročním značným nárůstem práceschopného obyvatelstva. Egyptská ekonomika je založena hlavně na těžbě ropy a příjmů z provozu Suezského průplavu.

## Historie

### Do svržení krále v roce 1952
V letech 1850 až 1930 byl Egypt klasickou zemí třetího světa, jejíž ekonomika byla závislá na vývozu jedné komodity. V případě Egypta se jednalo o bavlnu. Snaha o industrializaci země byla neúspěšná především kvůli celním omezením vyplývajícím ze smlouvy s Velkou Británií.

I přes nedostatečnou industrializaci ekonomika po celé devatenácté století rychle rostla. Rozvíjelo se však pouze bavlnářství a podpora dopravy a finančních ústavů. Rychlý hospodářský růst skončil kolem roku 1900. Tím, že se pěstovala pouze bavlna, postupně docházelo k vyčerpání půdy. Zpět na původní úroveň se její výnosy dostaly až v roce 1940, a to zásluhou investic do hnojiv a odvodnění.
Pokles produktivity v zemědělství vedl ke stagnaci hrubého domácího produktu (HDP) v období od konce první světové války až do roku 1952. Ekonomická krize vedla v tomto roce ke státnímu převratu.

### Ekonomika za prezidentů Násira a Sadata
Nový režim kladl podstatně větší důraz na hospodářský rozvoj než monarchie. Avšak analýza ekonomického vývoje tohoto období je komplikována tím, že je obtížné získat spolehlivé statistiky. Podle odhadu HDP ve stálých cenách rostl v letech 1955 až 1975 asi o 4,2% ročně. To bylo 1,7 násobek růstu počtu obyvatel. V období mezi roky 1967 a 1975 však dosahoval růst jen 3,3%. Zpomalení bylo způsobeno nejen stagnací průmyslu i zemědělství, ale i náklady na vedení válek s Izraelem. K nárůstu došlo teprve v roce 1975 po prudkém nárůstu cen ropy. Dostupná data ukazují, že v letech 1975 a 1980 HDP rostl o více než 11% ročně. Od poloviny 80. let se růst HDP zpomalil v důsledku stagnace cen ropy na 2,9% ročně.

## Současná ekonomika

### Základní charakteristika

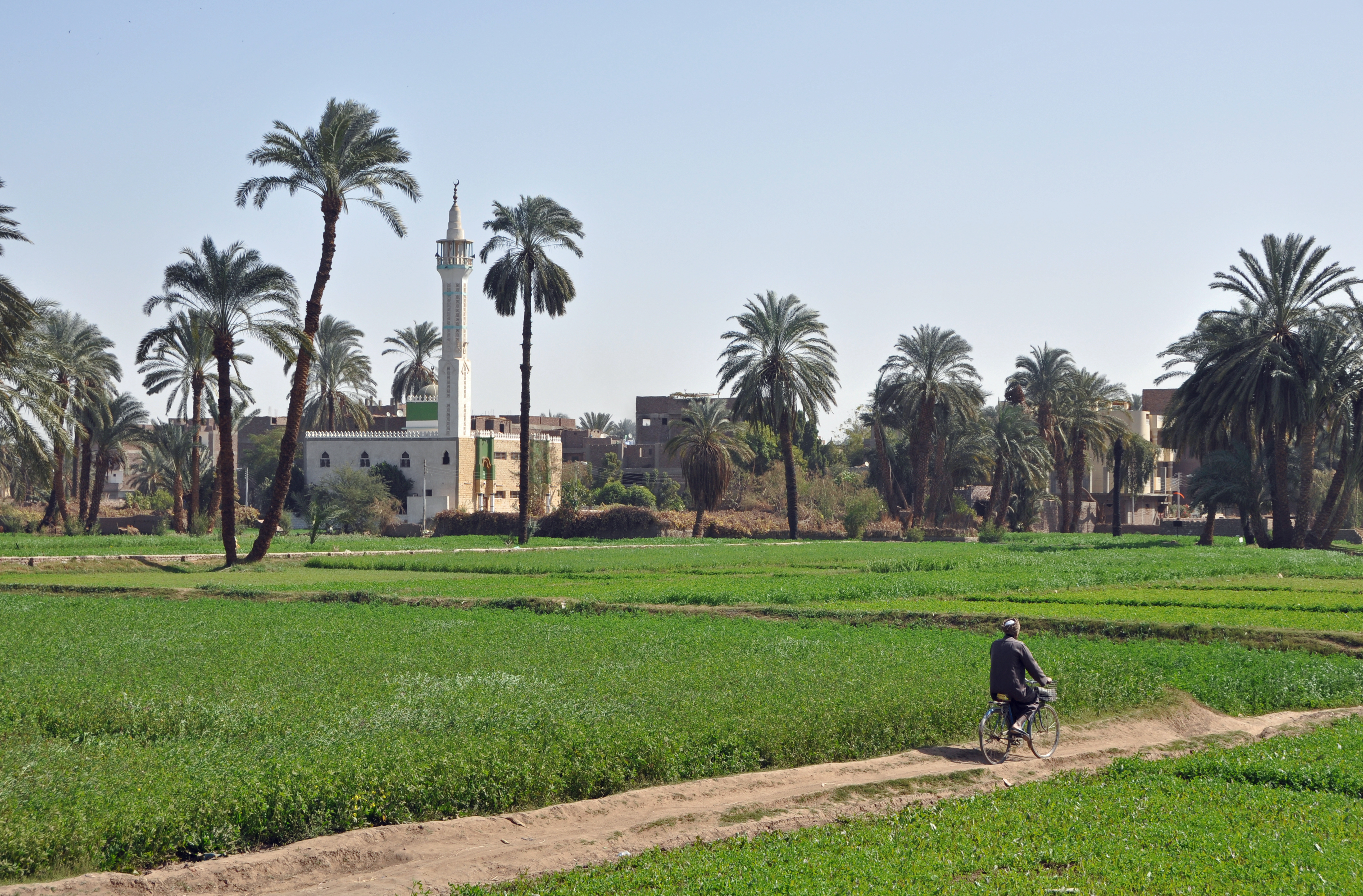
Zemědělská oblast na egyptském venkově

Současný Egypt je typickým příkladem transformující se ekonomiky, jejíž systém postupně přechází od státního plánování k tržním reformám.
Přes problémy světového hospodářství pokračoval Egypt v roce 2008 ve svém ekonomickém růstu na základě pokračující implementace širokého spektra reformních kroků započatých v roce 2004. Egypt dosáhl velmi pozoruhodného růstu HDP i v roce 2008 ve výši 7,2%. Tím se egyptské ekonomice podařilo tři roky za sebou udržovat poměrně velký nárůst ekonomiky (v roce 2006 o 6,8 %, v roce 2007 o 7,1 %).
Tento vývoj odráží rozumné kroky vlády ve fiskální a měnové politice, strukturálních reformách a postupné privatizaci a v odbourávání státních subvencí. Pozoruhodného pokroku bylo dosaženo při usnadnění a zrychlení procesu k zahájení podnikatelské činnosti, získávání licencí, registraci vlastnického práva, získávání úvěrů, regulacích zahraničního obchodu a uzavírání obchodních transakcí.
Negativa egyptské ekonomiky zůstávají stále stejná – vysoká vnitřní zadluženost, projevující se výší vládních dluhů, vysoká nezaměstnanost, vysoká inflace – v srpnu 2008 dosáhla rekordní úrovně 25,6%, malá podpora široké veřejnosti pro reformy, které mají minimální dopad na zvyšování životní úrovně obyvatelstva. V Egyptě žije 97,5% populace pod úrovní 10 USD na krytí denních životních nákladů, což je srovnatelné na Blízkém východě jen s Jemenem.

### HDP (Hrubý domácí produkt)

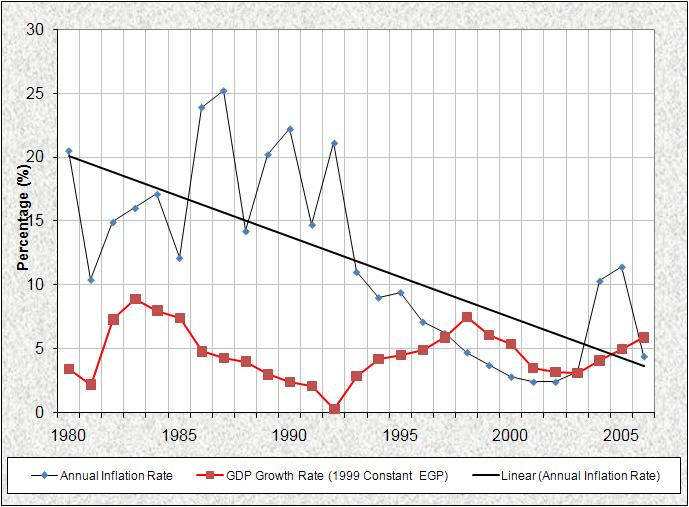
Vývoj HDP a inflace

Během fiskálního roku 2007/2008 dosáhl růst HDP 7,2%, Tento vývoj byl dosažen díky silnější domácí poptávce (spotřební zboží, investice) a rovněž díky zvýšenému exportu ropných produktů, hotových produktů i surovin. Tento trend pozitivně podporovaly pokračující bankovní, daňové a celní reformy. Na tomto růstu HDP se podílel privátní sektor ze 67%.

### Zahraniční investice
Přímé zahraniční investice dosáhly v hodnotovém vyjádření 13,2 mld. USD. Vedle tradičních investorů USA, zemí EU a Zálivu, se vláda snaží o podporu investic z dosud netradičních zemí. Příkladem je čínská investice 10 mil. USD do námořních přístavů, indické investice v celkové hodnotě 20 mil. USD do petrochemického průmyslu a ocelářství a jihokorejská investice 100 mil. USD do šesti farmaceutických továren. Vláda rovněž v průběhu roku 2007 uzavřela dohody s Čínou, Ruskem, Tureckem, Jordánskem a Katarem o výstavbě průmyslových zón.
Skladba přímých zahraničních investic směřovala ze 49% do zcela nových projektů, ze 32% do petrochemie a 18,5% směřovalo do privatizačních procesů.

### Nezaměstnanost
Míra nezaměstnanosti se udržuje (k 1. srpnu 2024) kolem 7 %, i díky schopnosti egyptského hospodářství alespoň částečně absorbovat každoroční přírůstek nového práceschopného obyvatelstva. Oficiálně nezaměstnanost řada lidí ale nepřiznává a pracuje v „šedé zóně“. Oficiální statistiky ve fiskálním roce 2007 vykazovaly míru nezaměstnanosti 8,9 %, v roce 2008 pak 9 % a v roce 2008 mezi mladou populací kolem 20 let až 20 %.

### Míra inflace
Míra inflace dosáhla míry 20,2% a byla tak nejvyšší od 90. let minulého století. Pro porovnání předcházející rok to bylo 8,6%. V domácí ekonomice se tak plně projevilo zvyšování cen potravin, které je Egypt nucen masivně importovat, na světových trzích.

### Příjmy a výdaje státního rozpočtu

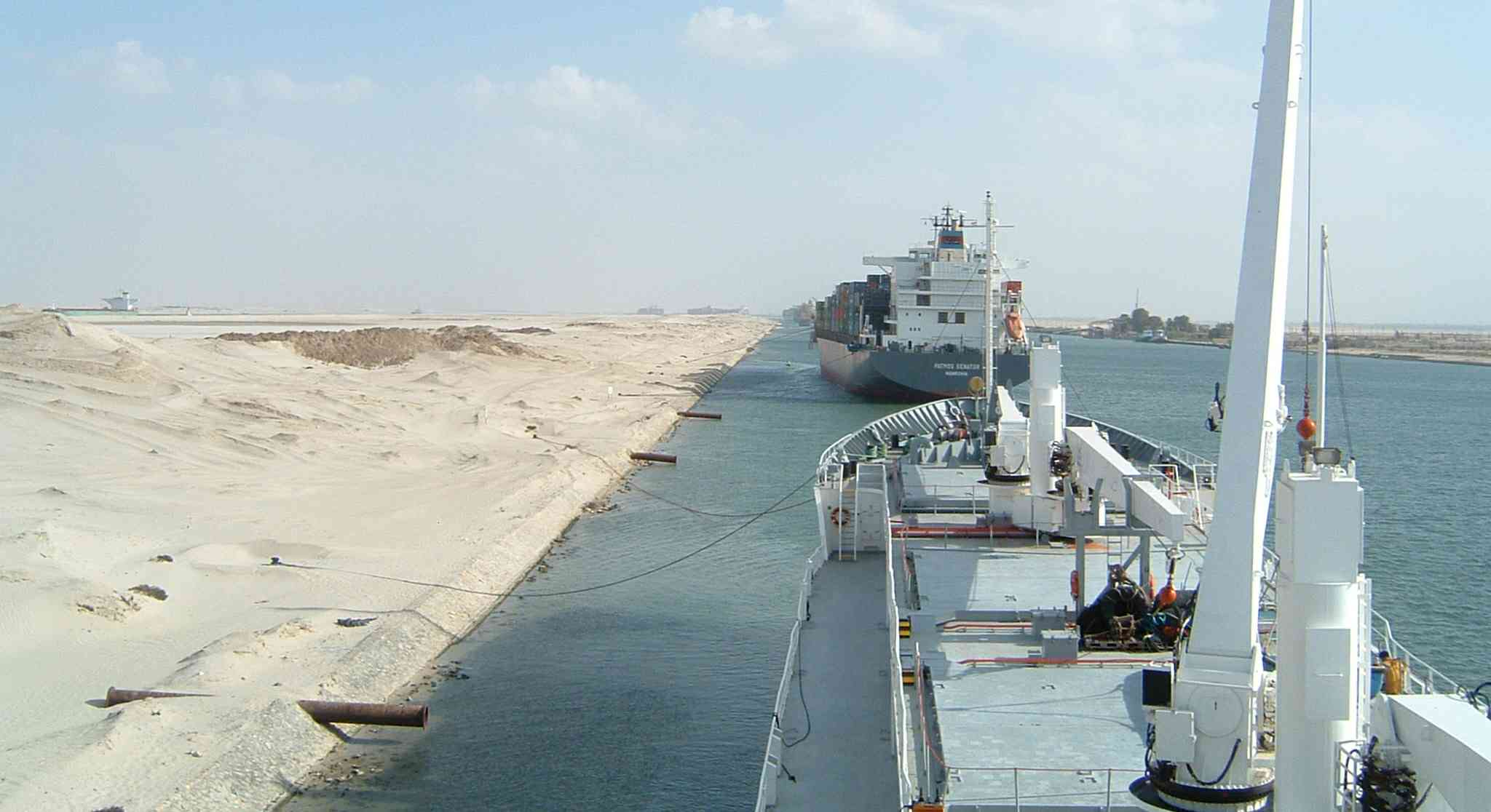
Suezský průplav

Deficit státního rozpočtu zůstává trvale velkým problémem i přesto, že proběhla řada strukturálních reforem a vláda plánovala postupné snižování schodku rozpočtu o 1 až 1,4 % každý rok po dobu čtyř let. V roce 2007/2008 vzrostl čistý deficit státního rozpočtu na 60,9 mld. LE (2006/2007 –54,7 mld. LE). V poměru k HDP se jedná o pokles na 6,8 % oproti 7,5 % předcházejícího roku, díky větší míře dosaženého celkového HDP. Největší zátěží zůstává pro státní rozpočet vládní subvence do energií, ropných produktů a základních potravin pro nízkopříjmovou část obyvatelstva. V současné době se jedná o podporu 15 mil. obyvatel, což představuje třetinu všech výdajů ze státního rozpočtu.
Během fiskálního roku 2007/2008 činily výdaje na mzdy a kompenzace státních zaměstnanců 22,3 %, na vzdělání 11,9 % a na zdravotnictví 4,6 % všech vládních výdajů. Celkové příjmy státního rozpočtu dosáhly během fiskálního roku 2007/2008 částky 221,4 mld. LE a celkové výdaje 282,3 mld. LE. Příjmy z turistického průmyslu zaznamenaly v minulém roce opět velký nárůst. Počet turistů se zvýšil o 25 % na 12,3 mil. Tento pokračující úspěšný trend posiluje cíl egyptské vlády, aby v roce 2015 přijelo každoročně již celkem 15 mil. návštěvníků. Počet nocí strávených v Egyptě se zvýšil z 96,3 mil. na 127,1 mil. během posledního roku a příjmy vzrostly o 32 %. Pro zajímavost v roce 1998 navštívilo Egypt pouze 3,5 mil. turistů.
Příjmy ze Suezského kanálu a transfery ze zahraničí, představující výdělky Egypťanů pracujících hlavně v oblasti Zálivu, jsou příjmové kategorie státního rozpočtu, které profitovaly z extrémně vysokých cen ropy během roku 2007/2008. Počet plavidel, které využily Suezský kanál se meziročně zvýšil o 8 % a příjmy vzrostly o 27 % díky novému progresivnímu systému zpoplatnění. Hodnota transferů zahraničních výdělků akcelerovala o 50 % a dosáhla během fiskálního roku hodnoty 9.6 mld. USD.
Platební bilance skončila v přebytku 5,4 mld. USD a navázala tak na tendenci růstu z předcházejících let.

### Export a import

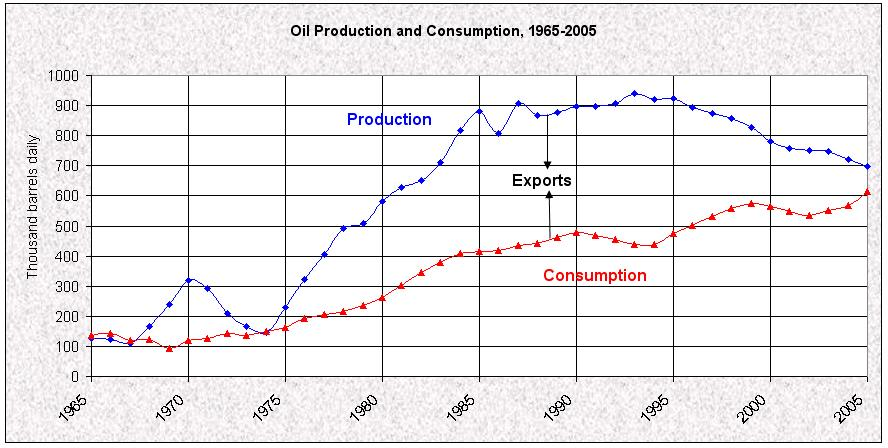
Produkce a spotřeba ropy

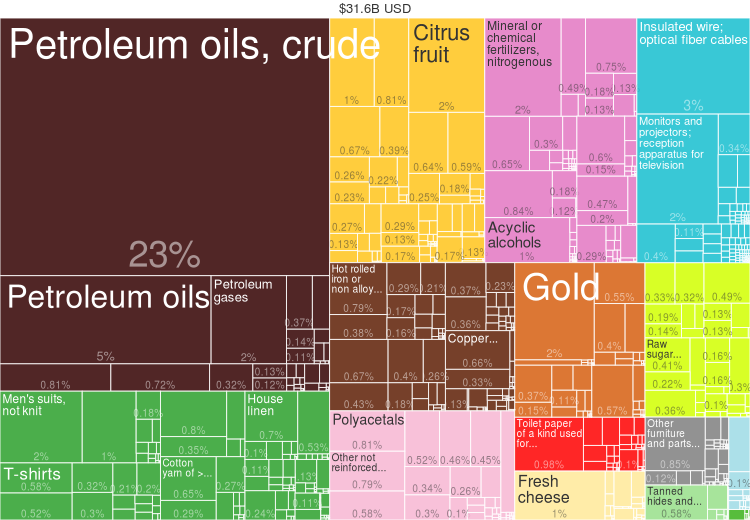
Egyptský vývoz (2014) zdroj: Harvard Atlas of Economic Complexity.

Hodnota exportu a importu ve fiskálním roce 2007/2008 vzrostla o 36,1 %, z toho export zboží se zvýšil o 33,3% na 29,4 mld. USD a import zboží do Egypta o 37.8% na 52.8 mld. USD. Obchodní bilance tak skončila v deficitu 23.4 mld. USD. Export ropy a ropných produktů činil 43,7% a vývoz neropných produktů (zelenina, ovoce, bavlna, ořechy, zařízení, cement, farmaceutické produkty, železo, ocel) potom tvořil 50,2% celkové hodnoty.
Skladba importovaného zboží byla následující: ropné produkty 9,3%,spotřební zboží 16,1%, obiloviny a jedlé oleje 18,3%, automobily, stroje a zařízení 22,5%, plasty, chemické produkty, železo, ocel 29,2%. Země EU zůstávají největším obchodním partnerem Egypta v celkovém objemu vzájemné výměny v hodnotě 27,8 mld. USD (33,9%). Mezi klíčové produkty egyptského exportu do zemí EU patří ropa a ropné produkty, železo, bavlna, textil, cement, železo a ocel, farmaceutické produkty, výrobky z hliníku. Země EU vyvážejí do Egypta ropné produkty, železo, ocel, zařízení a stroje.
USA si udržují druhou pozici ve vzájemném obchodu s hodnotou výměny 19,1 mld. USD. Zahraniční obchod s asijskými nearabskými zeměmi je na třetím místě v celkové hodnotě 14,2 mld. USD. Vzájemná výměna mezi arabskými zeměmi a Egyptem dosáhla hodnoty 8,6 mld. USD.

### Hospodářské styky s ČR
Egyptská arabská republika (EAR) byla tradičním obchodním partnerem Československa již před druhou světovou válkou. České firmy se v uplynulých desetiletích aktivně podílely na realizaci celé řady rozvojových projektů a dodávek investičních celků. Zejména se jednalo o výstavbu projektů v oblasti energetiky, zavlažovacích systémů, cukrovarů, mlýnů na obilí a cementárenského průmyslu.
Obchodní výměna mezi ČR a EAR vykazuje trvale vysoké aktivní saldo ve prospěch české strany. I když je vývoz do EAR pro ČR relativně významný (v měřítku celkového vývozu do rozvojových zemí) – je z hlediska EAR okrajový, neboť tvoří 0,6 % celkového egyptského dovozu. Podle českých statistických údajů dosáhl vývoz českých výrobků do Egypta v roce 2008 hodnoty 231,632 mil. USD, což znamená meziroční nárůst exportu o 39 %. Dovoz z Egypta v roce 2008 zaznamenal rovněž nárůst a celkem bylo dovezeno zboží v hodnotě 40,332 mil. USD, což je zvýšení o 34 %.